# Becky Smith
Becky Smith-Wiber (Edmonton, 3 giugno 1959) è un'ex nuotatrice canadese.
Specializzata nei misti, ha vinto la medaglia di bronzo nei 400 m misti e nella staffetta 4x100 m sl alle Olimpiadi di Montreal 1976.

## Palmarès
- Olimpiadi
  - Montreal 1976: bronzo nei 400 m misti e nella staffetta 4x100 m sl.